# Shilajit

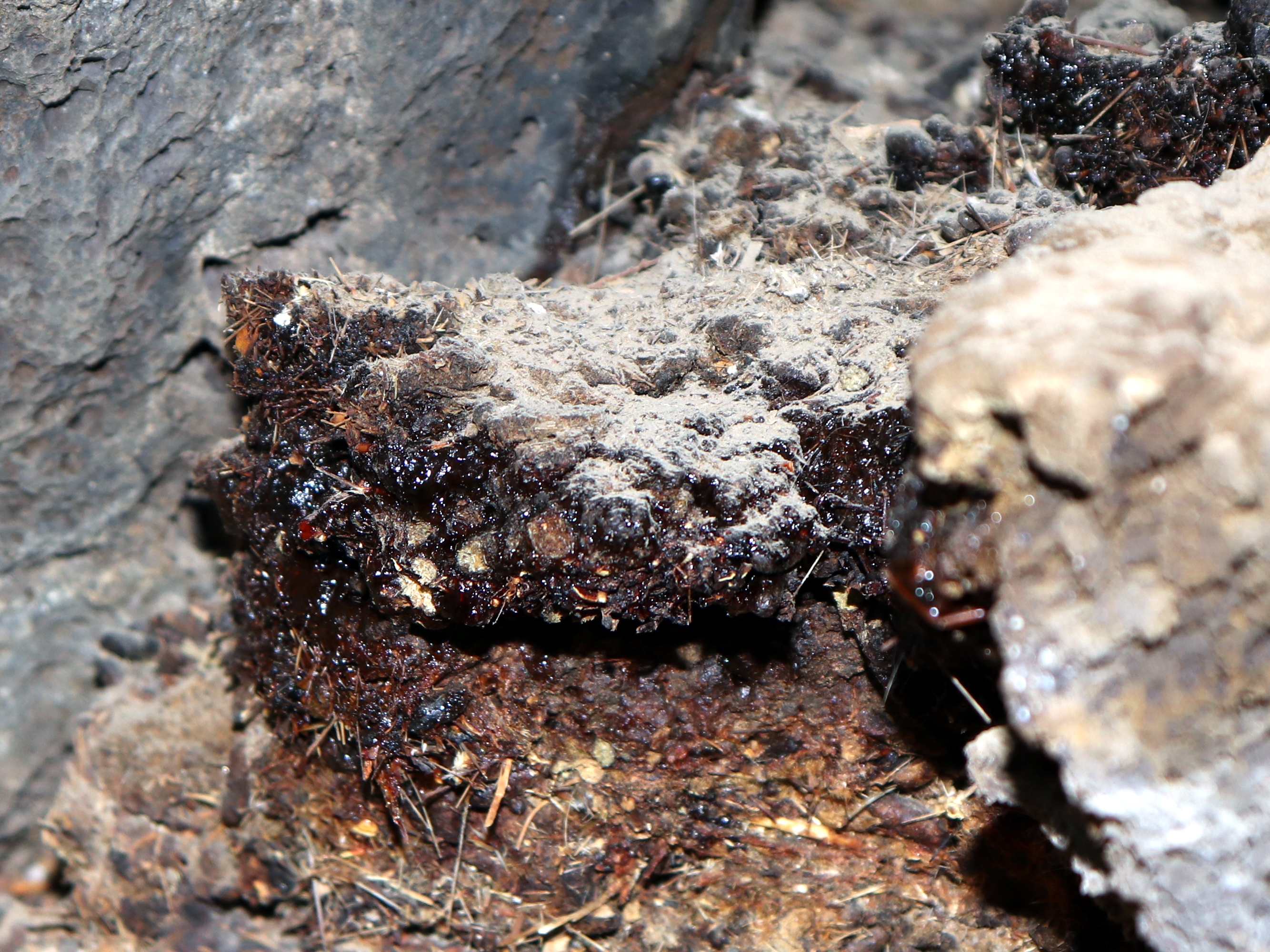
Shilajit hay Mumijo, Mohave Lava Tube, 2018

Shilajit (trong tiếng Việt còn được gọi là Hỷ lai chi thông qua Hán-Việt tên tiếng Trung của khoáng chất này) (tiếng Phạn: शिलाजीत, n.đ. 'người chinh phục núi, người chinh phục đá'), salajeet (tiếng Urdu: سلاجیت), mumijo hoặc mumlayi hoặc mumie là sản phẩm khoáng hữu cơ có nguồn gốc chủ yếu là sinh học, được hình thành ở vùng núi (trong các kẽ núi và hang động).
Bột màu nâu đen hoặc chất tiết ra từ đá trên núi cao, thường được tìm thấy ở Himalayas, núi Pamir, Afghanistan, (chủ yếu ở Gorno-Badakhshan, Tajikistan), (Karakoram, Gilgit-Baltistan ở Pakistan, Nepal, Bhutan, dãy núi Kavkaz trong Nga, Altai, Trung Á, Iran, Mông Cổ và ở miền nam Peru, nơi nó được gọi là Shilajit Andes. Các dân tộc phương Đông đã sử dụng shilajit trong y học dân gian và y học phi truyền thống (thay thế) (Ayurveda, Trung Quốc, Tây Tạng). Shilajit được bán cả ở dạng chiết xuất khô và thực phẩm bổ sung.